# GUM
GUM je najpoznatiji trgovački centar u Moskvi (ruski: Главный универсальный магазин Glavnyi universalnyi magazin) iz 1893. godine. Tako su se zvali i mnogi trgovački centri u drugim gradovima Sovjetskog Saveza.
GUM je projektirao arhitekt Aleksander Pomerancev, a za gradnju je bio zadužen inženjer Vladimir Šukov. Oni su osvojili 1. mjesto na natječaju, koji se održao u Moskvi 1888. godine. Autori su pri gradnji kombinirali željezo i staklo te elemente stare ruske arhitekture. Trokatna zgrada s dubokim suterenom, koji se sastoji od tri uzdužna prolaza, ima više od tisuću trgovina. Izgradnja stropnih prolaza - stakleno-metalne rešetke u obliku luka - jedinstveno je i hrabro rješenje, na kraju 19. stoljeća. Godine 1952., zgrada je obnovljena i preimenovana u sadašnje ime GUM (Glavni univerzalni magazin, ruski:  Главный Универсальный Магазин).
Zgrada se nalazi na Crvenom trgu u središtu Moskve.

## Galerija
- Pogled s drugog kata
- Ikona na ulazu
- Sprijeda
- GUM noću